# Xã Mallory, Quận Clayton, Iowa
Xã Mallory (tiếng Anh: Mallory Township) là một xã thuộc quận Clayton, tiểu bang Iowa, Hoa Kỳ. Năm 2010, dân số của xã này là 391 người.